# 찰스 핸디
찰스 핸디(영어: Charles Handy, 1932년 7월 25일~2024년 12월 13일)는 조직 행동과 경영을 전공한 아일랜드의 작가이자 철학자이다. 핸디가 발전시킨 아이디어 중에는 포토폴리오 워커(portfolio worker)와 샴록 조직(Shamrock Organization)이 있다.